# كروفورد بارتون
كروفورد بارتون (بالإنجليزية: Crawford Barton)‏ هو مصور أمريكي، ولد في 2 يونيو 1943، وتوفي في 11 يونيو 1993.